# 린허쉬안
린허쉬안(중국어: 林鶴軒, 1991년 1월 7일 ~ )은 타이완의 배우이다. 2018년 영화 《귀신온천여관》의 루췬 역으로 잘 알려져 있다.